# Aliud (Spanien)
Aliud ist eine kleine Gemeinde (municipio) in der Provinz Soria im Osten der autonomen Gemeinschaft Kastilien-León in Spanien. Der gut 20 Kilometer südöstlich der Provinzhauptstadt Soria gelegene Ort hat 21 Einwohnern (Stand: 2024) (1842: 218 Einwohner, 1900: 290 Einwohner). Der Name stammt aus dem Arabischen (al-yahūd, „die Juden“).

## Lage und Klima
Aliud liegt in einer gemäßigten und warmen Klimazone. Das ganze Jahr über fällt Niederschlag, insgesamt 522 mm pro Jahr. Die durchschnittliche Jahrestemperatur liegt bei 10,7 °C.

## Bevölkerungsentwicklung
| Jahr      | 1970 | 1981 | 1991 | 2001 | 2011 | 2021 |
| Einwohner | 152  | 76   | 59   | 36   | 26   | 22   |

## Sehenswürdigkeiten
- Sebastianskirche (Iglesia de San Sebastián)

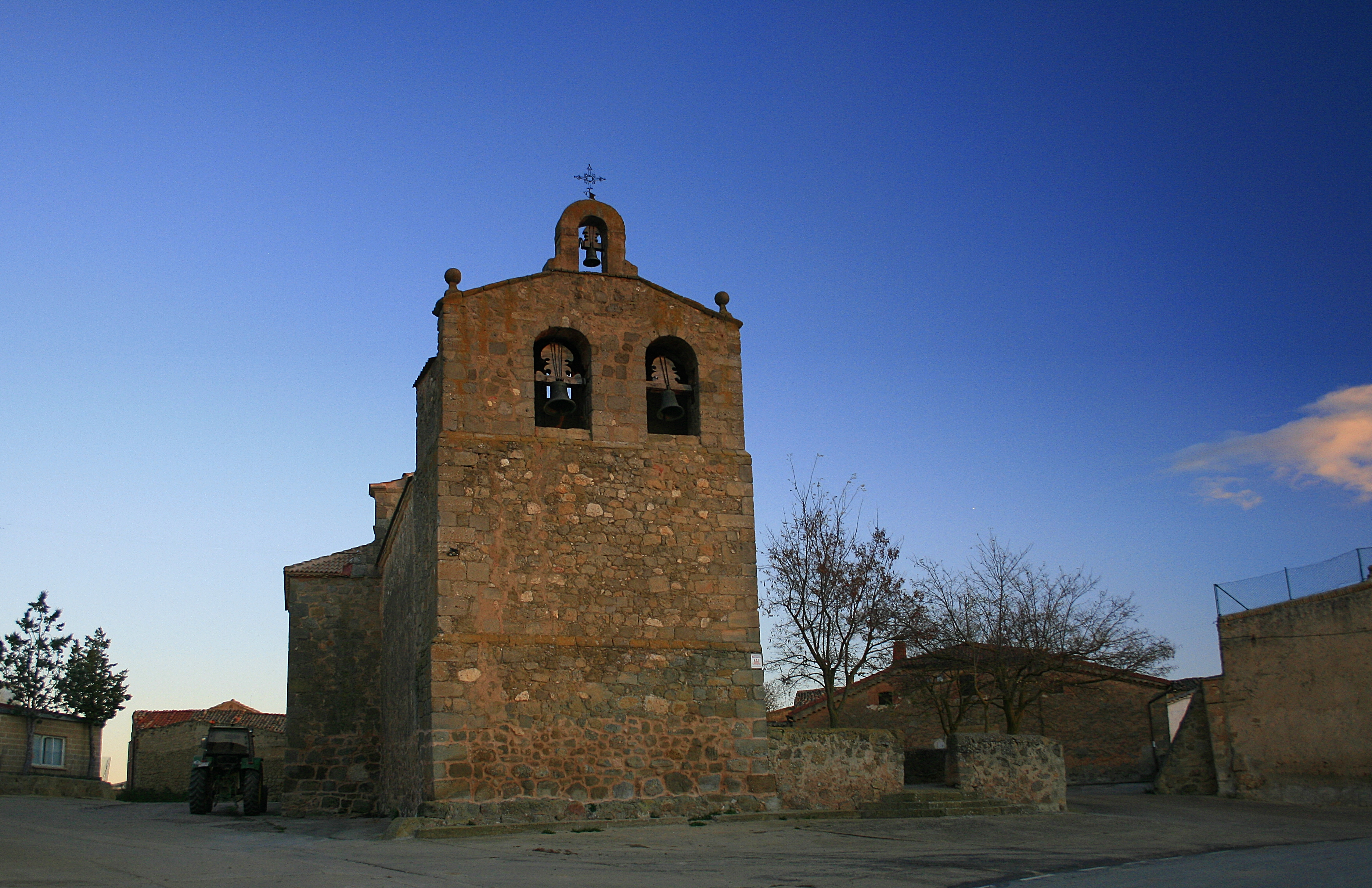
Sebastianskirche

## Traditionen
Die Bewohner von Aliud wurden bekannt als yéseros („Gipser“, d. h. Verputzer). Das traditionelle Fest ist das Rosenkranzfest. Dazu kommen festliche Aktivitäten am letzten Wochenende im August. Außerhalb von Aliud befindet sich die mittelalterliche Stadt Albocabe, von der allerdings nur noch Ruinen vorhanden sind.